# Гамберово
Гамбе́рово (рос. Гамберово) — присілок у складі Селтинського району Удмуртії, Росія.

## Населення
Населення — 59 осіб (2010; 63 в 2002).
Національний склад станом на 2002 рік:
- удмурти — 97 %

## Урбаноніми[3]
- вулиці — Зарічна, Молодіжна, Садова
- провулки — Садовий